# Mairead Corrigan
Pour les articles homonymes, voir Corrigan.
Mairead Corrigan, née le 27 janvier 1944 à Belfast (Irlande du Nord, Royaume-Uni) est une militante pacifiste nord-irlandaise, lauréate du prix Nobel de la paix 1976.

## Biographie
En août 1976, la voiture d'un membre de l’IRA provisoire tué par la police écrase ses trois neveux. Mairead Corrigan et Betty Williams organisent alors une  première manifestation, réunissant 10 000 femmes des deux confessions. Elle est réprimée par les forces de police. Une semaine plus tard, une seconde manifestation a lieu dans les rues de Belfast, réunissant 35 000 femmes des deux communautés. Ce mouvement prend le nom de Mouvement des femmes pour la paix (Women’s Peace Movement).
Elle a reçu en 1976 le prix Nobel de la paix avec Betty Williams, décerné en raison de ses efforts pour la réconciliation en Ulster et aussi reçu la médaille Carl von Ossietzky en même année et le prix Pacem in Terris en 1990.
Mairead Maguire Corrigan est membre du comité de parrainage de la Coordination internationale pour la décennie de la culture de paix et de non-violence.
Elle est membre de la fondation PeaceJam.
Du 18 au 20 avril 2007 elle participe à une conférence internationale de la résistance de Bil'in, ville palestinienne menacée par la construction de barrières et de colonies. Le 20 avril au cours d'une manifestation à Bil'in, elle reçoit un projectile fait de métal et de caoutchouc sur la jambe jetée par l'armée israélienne[réf. nécessaire].
Elle fait partie des personnes participant à la flottille pour Gaza qui a été interceptée par Israël le 31 mai 2010 (cf. l'article « abordage de la flottille pour Gaza »). Son bateau (le MV Rachel Corrie) ayant eu des ennuis mécaniques, il est parti après le reste de la flotte. Il a été arraisonné le 5 juin 2010. À la suite de sa déclaration où elle accuse l'État d'Israël de commettre « l'apartheid et le nettoyage ethnique contre le peuple palestinien », elle est arrêtée le 28 septembre dès son arrivée à Tel Aviv.

## Médaille Maguire  pour la paix
Chaque année, la Society For International Affairs rattachée à Trinity College (Dublin), décerne la médaille Maguire pour la paix qui récompense une contribution majeure pour la paix. La médaille permet de célébrer l'action de Mairead Maguire Corrigan, ancienne étudiante de Trinity College (Dublin), pour la paix en Irlande.